# Douglas World Cruiser
El Douglas World Cruiser (DWC) fue desarrollado para satisfacer un requerimiento del Servicio Aéreo del Ejército de los Estados Unidos por un avión capaz de intentar la consecución del primer vuelo alrededor del mundo. La Douglas Aircraft Company respondió con una variante modificada de su bombardero torpedero DT, el DWC.
Se ordenaron cinco aviones para el vuelo alrededor del mundo, uno para pruebas y entrenamiento y cuatro para la expedición real. El éxito del World Cruiser reforzó la reputación internacional de la Douglas Aircraft Company. El diseño del DWC fue modificado más tarde para crear el avión de observación O-5, que fue operado por el Servicio Aéreo del Ejército.

## Diseño y desarrollo

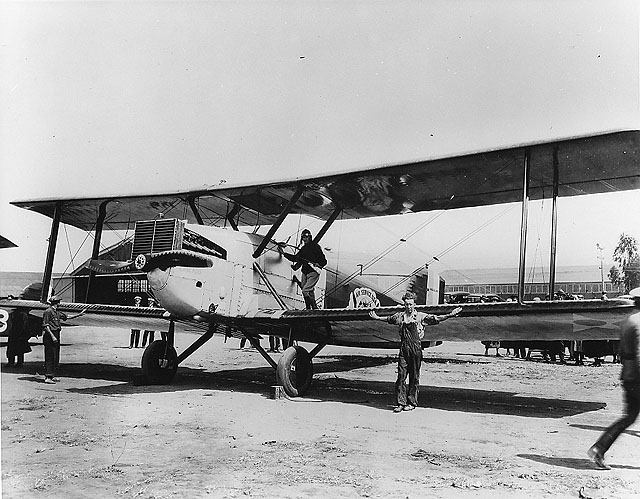
Chicago, 1924.

En 1923, el Servicio Aéreo del Ejército estaba interesado en conseguir la misión de ser el primero en circunnavegar la Tierra en avión, un programa llamado "Vuelo Mundial" ("World Flight"). Donald Douglas propuso un Douglas DT modificado para satisfacer las necesidades del Ejército. El biplano bombardero torpedero DT de cabina abierta, biplaza, había sido suministrado anteriormente a la Armada, con lo que se acortaban los tiempos de producción para la nueva serie. Los DT a modificar se retiraron de las líneas de ensamblaje de las plantas manufactureras de la compañía en Rock Island, Illinois y Dayton, Ohio. Douglas prometió que el diseño podía ser completado en 45 días después de recibir el contrato. El Servicio Aéreo estuvo de acuerdo y prestó al teniente Erik Nelson, un miembro del grupo de planeamiento del Departamento de Guerra, para asistir a Douglas. Nelson trabajó directamente con Douglas en la fábrica de Santa Mónica (California), para formular la nueva proposición.
El aparato modificado, conocido como Douglas World Cruiser (DWC), equipado con un motor Liberty L-12, también fue el primer proyecto mayor para Jack Northrop. Northrop diseñó el sistema de combustible para la serie. La conversión incluía la incorporación de un total de seis depósitos de combustible en las alas y el fuselaje. Para incrementar el alcance, la capacidad total de combustible pasó de 435 a 2438 litros. Otros cambios del DT incluyeron el tener mayor capacidad de refrigeración, así como el añadir dos depósitos separados para el aceite y el agua. Para asegurar una estructura más robusta, fueron necesarios un fuselaje de tubos de acero, soportes alares reforzados, un ala modificada con 15 metros de envergadura y una cola más larga. Las cabinas doble mando para el piloto y el copiloto/tripulante también fueron recolocadas más juntas, con un corte en el ala superior para incrementar la visibilidad.
Como el DT, el DWC podía usar flotadores o un tren de aterrizaje convencional indistintamente, para operaciones en agua o en tierra. Estaban disponibles dos tipos de radiadores, con una versión más grande para climas tropicales. Después de que el prototipo fuera entregado en noviembre de 1923, tras la exitosa terminación de las pruebas el 19 del mismo mes, el Ejército encargó a Douglas la producción de cuatro aviones de serie. Debido a la exigente expedición por realizar, se especificaron las piezas de repuesto, incluyendo 15 motores Liberty extra, 14 juegos de pontones extra, y suficientes recambios como para montar dos aviones más, y se enviaron a puntos de paso a lo largo de la ruta. El último avión fue entregado el 11 de marzo de 1924.

## Historia operacional
Desde el 17 de marzo de 1924, los pilotos practicaron en el prototipo, que sirvió como avión de entrenamiento. El 6 de abril de 1924, los cuatro aviones de la expedición, llamados Boston, Chicago, New Orleans y Seattle, partieron de Sand Point, Washington, cerca de Seattle, Washington. Seattle, el avión líder, se estrelló en Alaska el 30 de abril. Los otros tres aviones, con Chicago como líder, continuaron hacia el oeste a través de Asia y Europa confiando en un sistema logístico cuidadosamente planeado, que incluía motores de repuesto previamente posicionados y depósitos de combustible mantenidos por la Armada de los Estados Unidos y la Guardia Costera, para mantener volando a los aviones. El Boston tuvo que amerizar de emergencia y se dañó de forma irreparable en el Atlántico, cerca de las Islas Feroe. Los dos aviones restantes continuaron a través del mismo hasta Norteamérica, donde se unieron al Boston II en Pictou, Nueva Escocia. El prototipo, recientemente rebautizado, continuó con el vuelo de vuelta a Washington y en el vuelo ceremonial a través de los Estados Unidos que se realizó por el Vuelo Mundial. Los tres aparatos supervivientes volvieron a Seattle el 28 de septiembre de 1924. El vuelo cubrió 44 342 km. El tiempo en vuelo fue de 371 horas 11 minutos, y la velocidad media, 112 km/h.

### Compañía

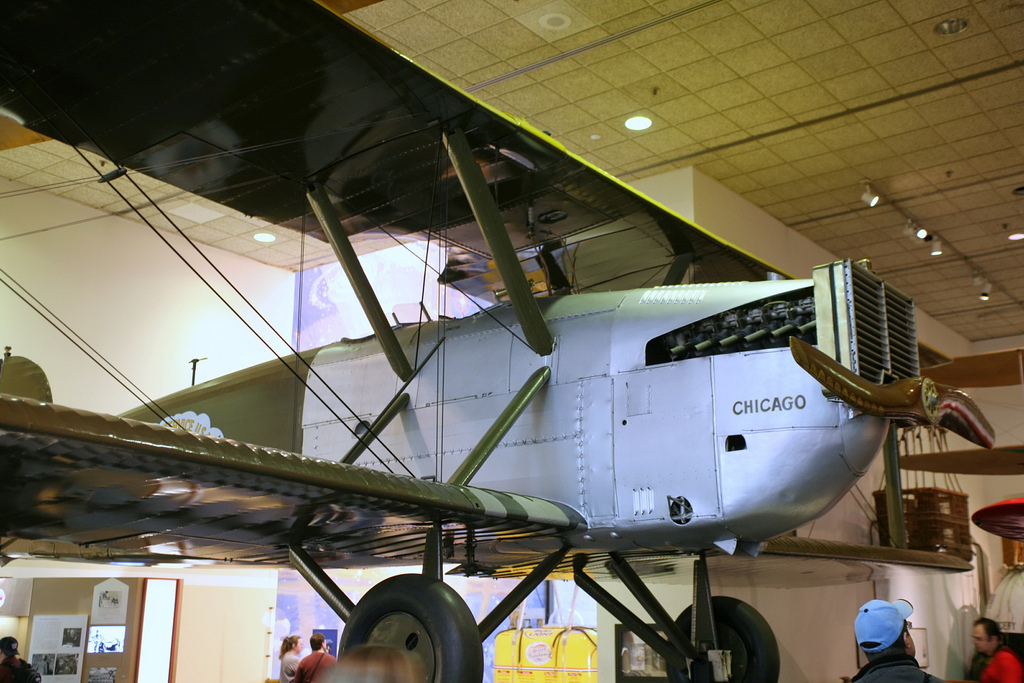
El Chicago en el National Air and Space Museum.

Tras el éxito del World Cruiser, el Servicio Aéreo del Ejército ordenó seis aparatos similares, como aviones de observación, reteniendo el tren de aterrizaje intercambiable de flotadores/ruedas, pero con mucho menos combustible y dos ametralladoras en un montaje flexible en la cabina trasera. Estos aviones fueron inicialmente designados DOS (Douglas Observation Seaplane), pero fueron redesignados O-5 en mayo de 1924.
El éxito de los DWC colocó a la Douglas Aircraft Company entre las mayores compañías de mundo y la condujo a la adopción del lema "Primera Vuelta al Mundo - Primer Mundo Alrededor" ("First Around the World - First the World Around"). La compañía también adoptó un logo que mostraba a un avión rodeando un globo, que reemplazó el logo original de un corazón alado.

## Variantes
DWC
Hidroavión modificado desde el Douglas DT. Cinco construidos.
DOS
Designación inicial de una variante del DWC, de observación. Seis construidos.
O-5
Redesignación de los aparatos DOS.

## Operadores
Estados Unidos
- Servicio Aéreo del Ejército de los Estados Unidos

## Supervivientes
De regreso a su punto de partida, durante el vuelo ceremonial a través de los Estados Unidos, cuando los aviones llegaron a Chicago para una celebración a la que asistieron miles de personas, el teniente Smith, como portavoz de la misión, se dirigió a la multitud. Eddie Rickenbacker, el celebrado as de la aviación y presidente del comité de bienvenida, solicitó formalmente que el Chicago, como estandarte de la misión, se quedara en su ciudad anfitriona, donado al Field Museum of Natural History. El general Mason M. Patrick, Jefe del Servicio Aéreo, tenía en su mano el aceptar la solicitud, y prometió su consideración formal.
Sin embargo, a la solicitud del Smithsonian Institution, el Departamento de la Guerra de los Estados Unidos transfirió la propiedad del Chicago al museo nacional. Hizo su último vuelo, desde Dayton, Ohio, a Washington, D. C., el 25 de septiembre de 1925. Fue puesto casi inmediatamente en exhibición en el Arts and Industries Building del Smithsoniano. En 1974, el Chicago fue restaurado bajo la dirección de Walter Roderick, y transferido al nuevo edificio del National Air and Space Museum para ser exhibido en su galería de exposiciones Barron Hilton Pioneers of Flight.
A principios de 1957, el New Orleans fue expuesto en el Museo Nacional de la Fuerza Aérea de Estados Unidos en Dayton, Ohio. El avión estaba en préstamo del Los Angeles County Museum of Natural History y fue devuelto en 2005. Desde febrero de 2012, el New Orleans pasó a ser una parte de las exposiciones del Museum of Flying, en Santa Mónica (California).
Los restos del Seattle fueron recuperados y ahora están expuestos en el Alaska Aviation Heritage Museum. El Boston original se hundió en el Atlántico Norte, y se cree que la única pieza superviviente del prototipo original, el Boston II, es la placa de datos de la aeronave, hoy en una colección privada, y un trozo del recubrimiento del fuselaje, en la colección del Vintage Wings & Wheels Museum en Poplar Grove (Illinois).

### Aeronave de reproducción
Bob Dempster de Seattle, Washington, está en proceso de construir una réplica en estado de vuelo del Douglas World Cruiser, el Seattle II. Cuando finalice, espera repetir el vuelo alrededor del mundo.

## Especificaciones (DWC con flotadores/ruedas)

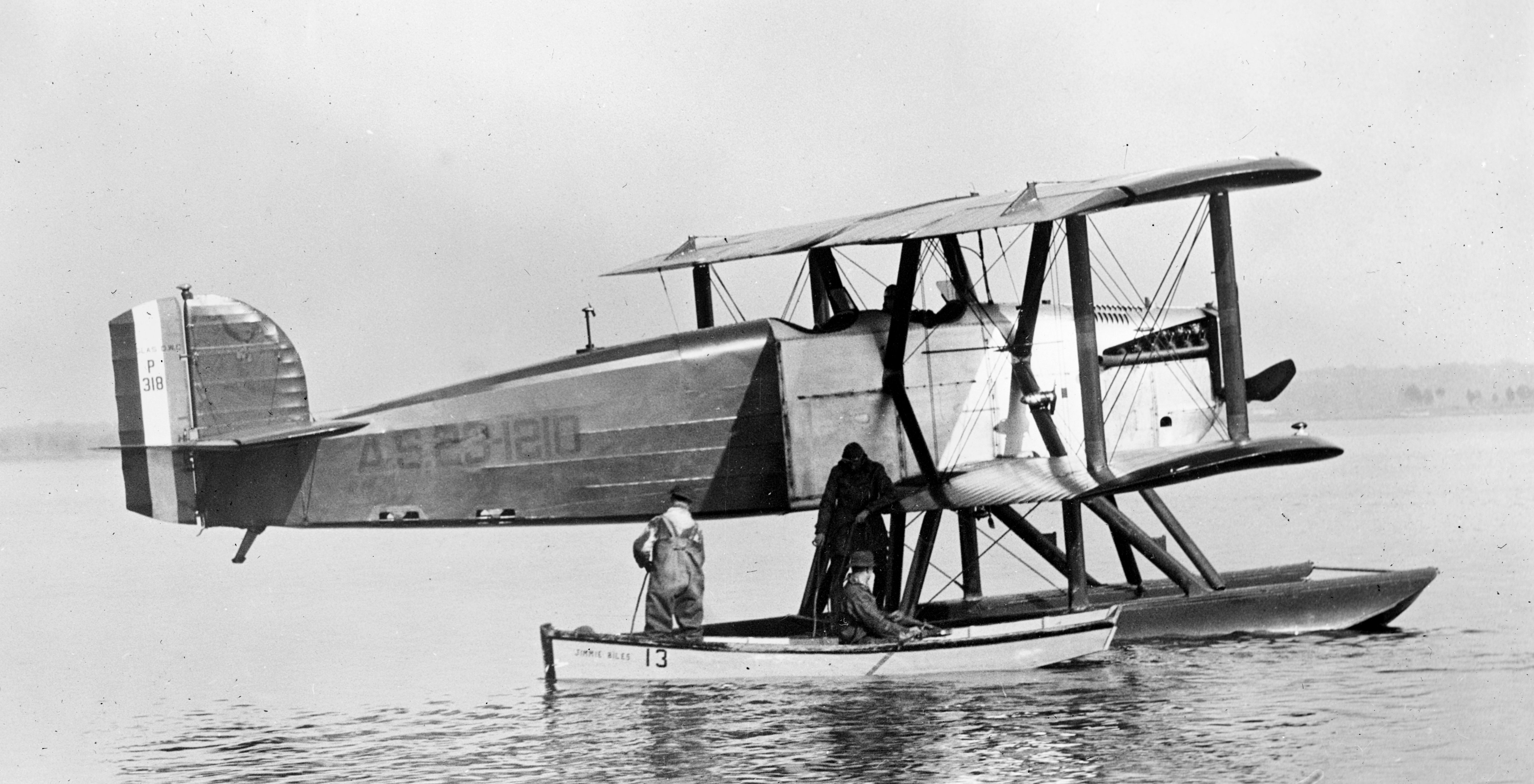
El prototipo del hidroavión Douglas World Cruiser (s/n 23-1210). Fue el sustituto para el DWC Boston (23-1231) más tarde en el viaje alrededor del mundo. "P318" en la cola es el número de pruebas de Wright Field (cerca de 1924).

Referencia datos: McDonnell Douglas Aircraft since 1920

### Características generales
- Tripulación: Dos
- Longitud: 10,82 m/11,89 m (con flotadores)
- Envergadura: 15,2 m (50 ft)
- Altura: 4,14 m (con ruedas)/4,6 m (con flotadores)
- Superficie alar: 65,7 m² (707 ft²)
- Peso vacío: 1543 kg (con ruedas)/1825 kg (con flotadores)
- Peso cargado: 3173 kg (con ruedas)/3536 kg (con flotadores)
- Planta motriz: 1× motor lineal motor V12 refrigerado por agua Liberty L-12.
  - Potencia: 313 kW (432 HP; 426 CV)

### Rendimiento
- Velocidad nunca excedida (Vne): 166 km/h (103 MPH; 90 kt) (con ruedas)/161 km/h (con flotadores) a nivel del mar
- Alcance: 3701 km (1998 nmi; 2300 mi) (con ruedas)/2655 km (con flotadores)
- Techo de vuelo: 3050 m (con ruedas)/2135 m (con flotadores) (10 000 pies (con ruedas)/7000 pies (con flotadores))
- Carga alar: 48,3 kg/m² (9,9 lb/ft²) (con ruedas)/53,8 kg/m² (con flotadores)
- Potencia/peso: 10,2 kg/kW (con ruedas)/11,3 kg/kW (con flotadores)

## Aeronaves relacionadas

### Desarrollos relacionados
- Douglas DT

### Aeronaves similares
- Davis-Douglas Cloudster
- Fokker T.2

### Secuencias de designación
- Secuencia O-_ (Aviones de Observación del USAAC/USAAF, 1924-1942): ← O-2 - O-3 - O-4 - O-5 - O-6 - O-7 - O-8 →